# Senecio
 Senecio   L., 1753 è un genere di piante angiosperme dicotiledoni della famiglia delle Asteraceae (sottofamiglia Asteroideae).

## Etimologia
Il nome del genere deriva dal latino senex che significa vecchio uomo e fa riferimento al ciuffo di peli bianchi (pappo) che sormonta gli acheni, che ricorda la chioma di un vecchio. La prima volta questo nome apparve in uno scritto di Plinio.
Il nome scientifico del genere è stato definito dal botanico Carl Linnaeus (1707-1778) nella pubblicazione Species Plantarum (Sp. Pl. 2: 866) del 1753.

## Descrizione

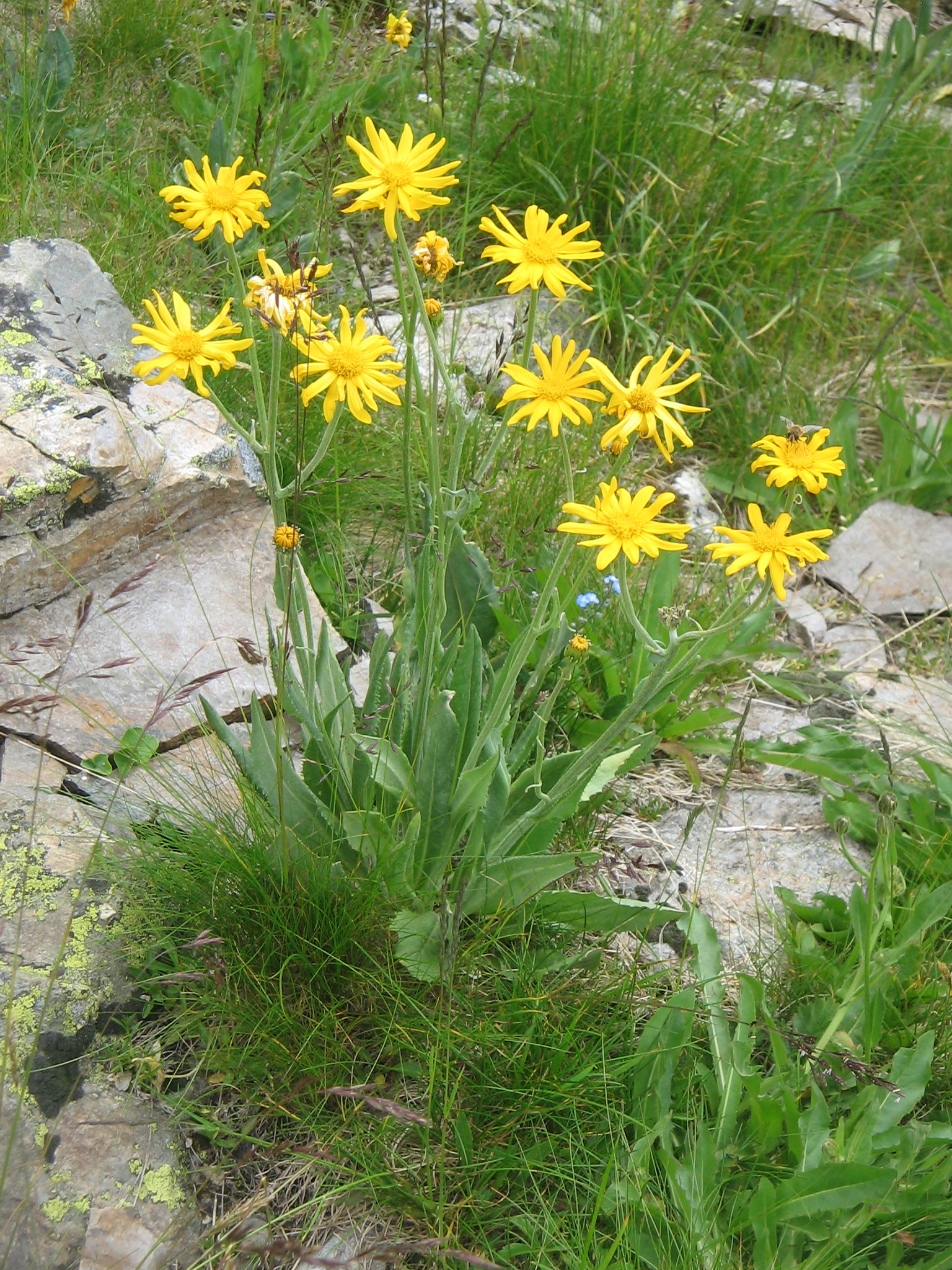
Il portamento
Senecio doronicum

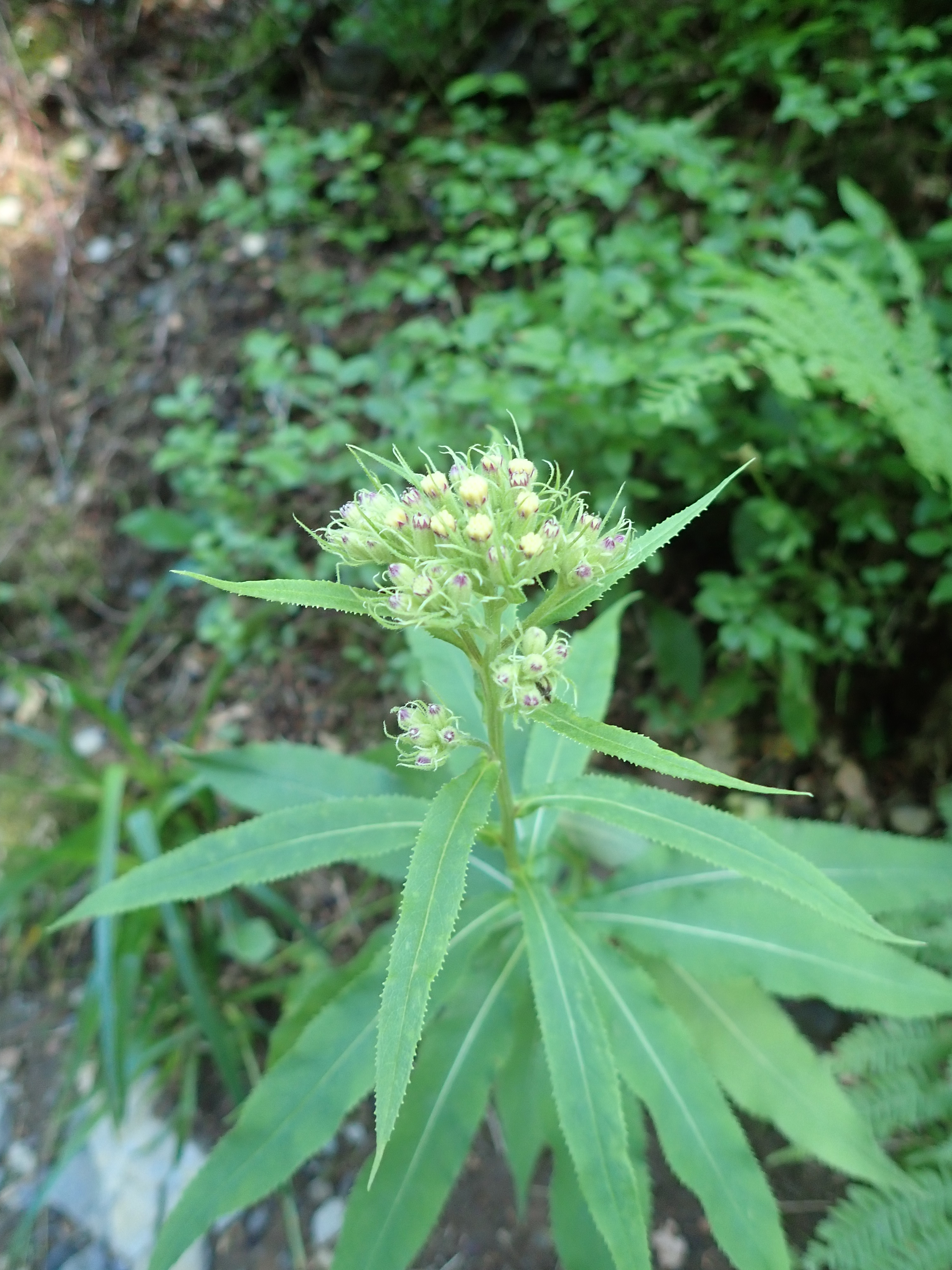
Le foglie
Senecio cacaliaster

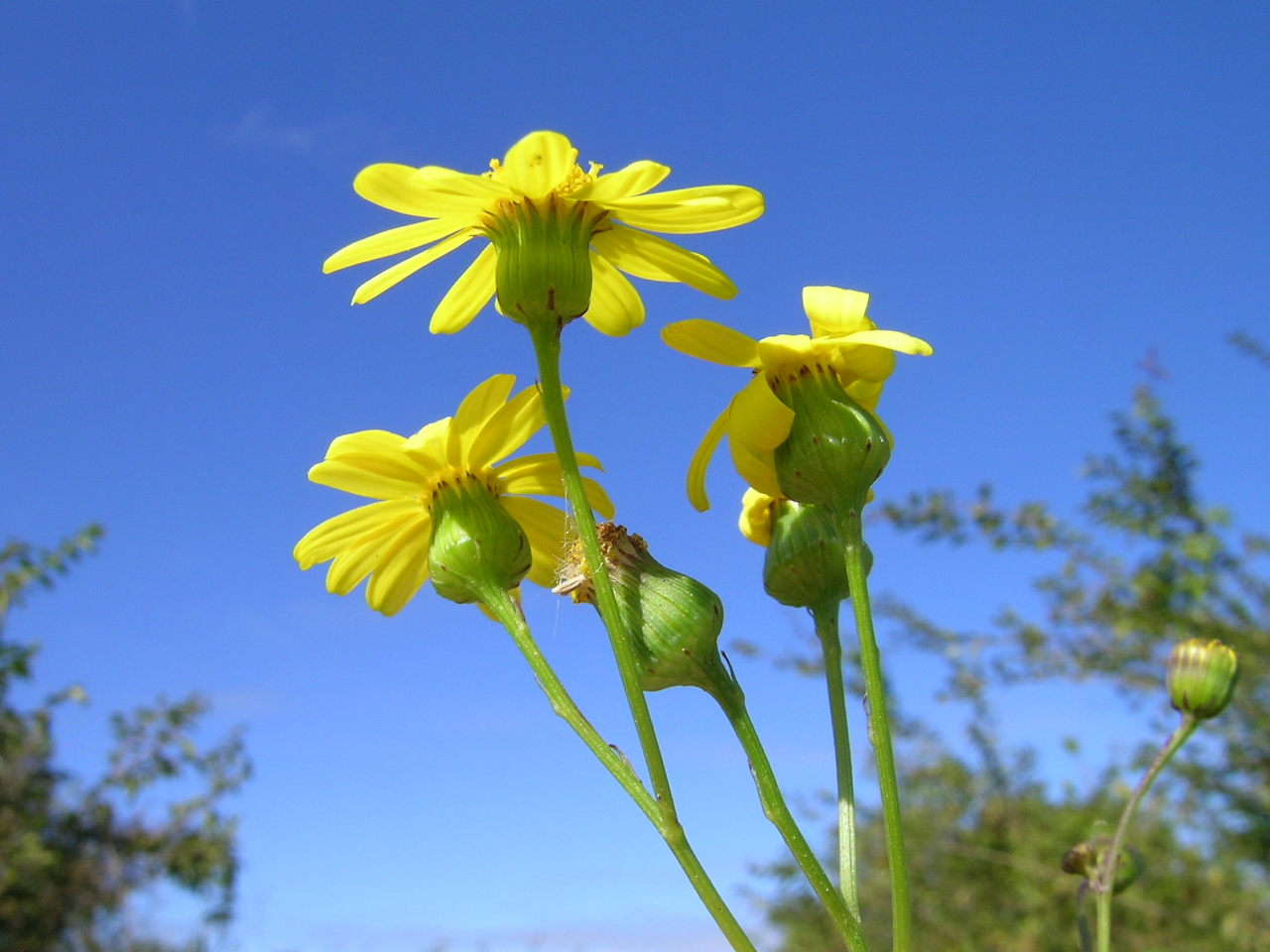
Infiorescenza
Senecio madagascariensis

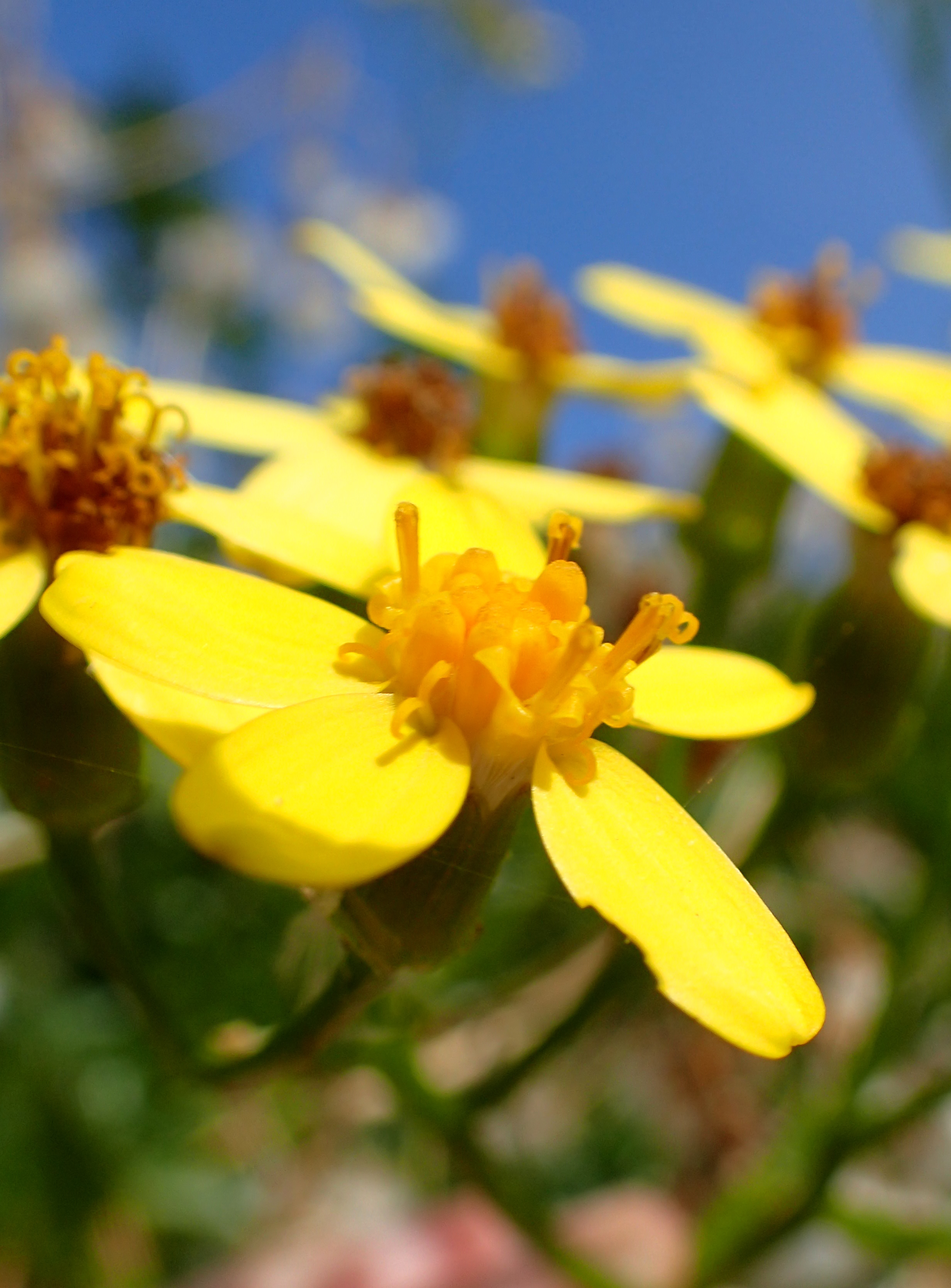
I fiori
Senecio angulatus

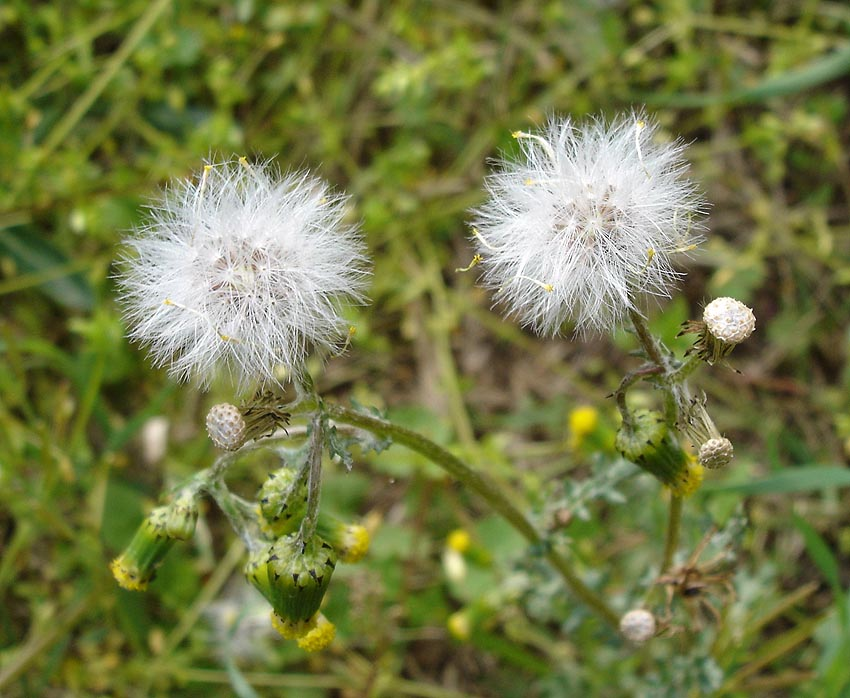
Il nome Senecio deriva dal pappo biancastro che ricorda la chioma di un vecchio. Senecio vulgaris

Habitus. Le specie di questo genere hanno un habitus di tipo erbaceo (annuale o perenne, o anche bienne), oppure subarbustivo o arbustivo. La superficie delle piante generalmente è glabra, oppure può essere pubescente per peli semplici o ghiandolari. Altezze medie: 5-100 cm.
Radici. Le radici in genere sono secondarie da rizoma e possono essere fibrose. I rizomi sono striscianti o legnosi.
Fusto. La parte aerea è più o meno eretta; semplice o ramosa.
Foglie. Le foglie sono sia basali che cauline disposte in modo alternato. Sono picciolate o sessili (quelle superiori). La forma della lamina è intera da oblunga a ellittico-ovata, oppure può essere lobata o variamente sezionata; sono presenti foglie lineari o filiformi. I margini sono interi o dentati o seghettati. La superficie è glabra oppure mediamente pubescente (raramente tomentosa). In alcune specie le venature sono palmate, in altre pennate.
Infiorescenza. Le sinflorescenze sono composte da più capolini (ma anche uno solo) organizzati in formazioni corimbose (a volte anche paniculiformi o racemiformi). Le infiorescenze vere e proprie sono formate da un capolino terminale peduncolato di tipo radiato, disciforme o discoide. Alla base dell'involucro (la struttura principale del capolino) può essere presente (ma non sempre) un calice formato da 1 - 8 brattee fogliacee (almeno una o due di queste brattee sono allungate). I capolini sono formati da un involucro, con forme da cilindriche a campanulate o emisferiche (anche turbinate), composto da diverse brattee, al cui interno un ricettacolo fa da base ai fiori di due tipi: quelli esterni del raggio e quelli più interni del disco. Le brattee, da 5 a 21 per involucro, sono disposte in modo embricato di solito su una o due serie e possono essere connate alla base. Il ricettacolo è nudo (senza pagliette a protezione della base dei fiori); la forma è piana o convessa e spesso è denticolato. Diametro dell'involucro: 5-15 mm.
Fiori.  I fiori (fiori del raggio: da 5 a 34; fiori del disco: da 13 a 80) sono tetra-ciclici (formati cioè da 4 verticilli: calice – corolla – androceo – gineceo) e pentameri (calice e corolla formati da 5 elementi). Sono inoltre ermafroditi, più precisamente i fiori del raggio (quelli ligulati e zigomorfi) sono femminili; mentre quelli del disco centrale (tubulosi e actinomorfi) sono bisessuali o a volte funzionalmente maschili.
- Formula fiorale:

*/x K {\displaystyle \infty }, [C (5), A (5)], G 2 (infero), achenio
- Calice: i sepali del calice sono ridotti ad una coroncina di squame.
- Corolla: nella parte inferiore i petali della corolla sono saldati insieme e formano un tubo. In particolare le corolle dei fiori del disco centrale (tubulosi) terminano con delle fauci dilatate a raggiera con cinque lobi. I lobi possono avere una forma da deltoide a triangolare-ovata. Nella corolla dei fiori periferici (ligulati) il tubo si trasforma in un prolungamento da nastriforme o ligulato a filiforme o allargato, terminante più o meno con cinque dentelli. Il colore delle corolle è giallo, rosa o porpora, raramente è blu o bianco.
- Androceo: gli stami sono 5 con dei filamenti liberi. La parte basale del collare dei filamenti può essere dilatata. Le antere invece sono saldate fra di loro e formano un manicotto che circonda lo stilo. Le antere sono senza coda ("ecaudate"). La struttura delle antere è di tipo tetrasporangiato, raramente sono bisporangiate. Il tessuto endoteciale è radiale o polarizzato. Il polline è tricolporato (tipo "helianthoid").[13]
- Gineceo: lo stilo è biforcato con due stigmi nella parte apicale. Gli stigmi sono troncati; possono avere un ciuffo di peli radicali o in posizione centrale; possono inoltre essere ricoperti da minute papille; altre volte i peli sono di tipo penicillato. Le superfici stigmatiche sono due e separate. L'ovario è infero uniloculare formato da 2 carpelli.

Frutti. I frutti sono degli acheni con pappo. La forma degli acheni varia da ellittico-oblunga a strettamente oblunga (a volte sono prismatici). La superficie è percorsa da 8 - 12 coste longitudinali con ispessimenti marginali, e può essere glabra o talvolta pubescente (possono essere presenti mucillagini). Non sempre il carpoforo è distinguibile. Il pappo, persistente o caduco, è formato da numerose setole (da 30 a 80) snelle e bianche (lisce o barbate); le setole possono inoltre essere connate alla base.

## Biologia
Impollinazione: l'impollinazione avviene tramite insetti (impollinazione entomogama tramite farfalle diurne e notturne).
Riproduzione: la fecondazione avviene fondamentalmente tramite l'impollinazione dei fiori (vedi sopra).
Dispersione: i semi (gli acheni) cadendo a terra sono successivamente dispersi soprattutto da insetti tipo formiche (disseminazione mirmecoria). In questo tipo di piante avviene anche un altro tipo di dispersione: zoocoria. Infatti gli uncini delle brattee dell'involucro (se presenti) si agganciano ai peli degli animali di passaggio disperdendo così anche su lunghe distanze i semi della pianta. Inoltre per merito del pappo il vento può trasportare i semi anche a distanza di alcuni chilometri (disseminazione anemocora).

## Distribuzione e habitat
Le specie di questo genere sono distribuite in tutto il mondo (genere cosmopolita), ma principalmente in Sudamerica e Africa meridionale.

## Tassonomia
La famiglia di appartenenza di questa voce (Asteraceae o Compositae, nomen conservandum) probabilmente originaria del Sud America, è la più numerosa del mondo vegetale, comprende oltre 23 000 specie distribuite su 1 535 generi, oppure 22 750 specie e 1 530 generi secondo altre fonti (una delle checklist più aggiornata elenca fino a 1 679 generi). La famiglia attualmente (2021) è divisa in 16 sottofamiglie; la sottofamiglia Asteroideae è una di queste e rappresenta l'evoluzione più recente di tutta la famiglia.

### Filogenesi
Il genere di questa voce appartiene alla sottotribù Senecioninae della tribù Senecioneae (una delle 21 tribù della sottofamiglia Asteroideae). In base ai dati filogenetici la sottotribù, all'interno della tribù, occupa il "core" della tribù e insieme alla sottotribù Othonninae forma un "gruppo fratello".
I seguenti caratteri sono indicativi per la sottotribù:
- il portamento è molto vario (erbe, arbusti, liane, epifite, alberelli o alberi);
- le foglie sono sia basali che cauline disposte in modo alternato;
- sono presenti capolini sia radiati, disciformi o discoidi;
- le antere sono tetrasporangiate, raramente bisporangiate.

La struttura della sottotribù è molto complessa e articolata (è la più numerosa della tribù con oltre 1 200 specie distribuite su un centinaio di generi) e al suo interno sono raccolti molti sottogruppi caratteristici le cui analisi sono ancora da completare. Quello di questa voce è il genere principale della sottotribù con quasi 1 500 specie. Nell'ambito della filogenesi delle Senecioninae Senecio è polifiletico e molti sue specie sono attualmente "sparse" tra gli oltre 100 generi della sottotribù. Senecio s.str. è posizionato più o meno alla base della sottotribù  (è uno dei primi generi che si sono separati) insieme ai generi Arrhenechthites, Crassocephalum, Dendrocacalia e Erechtites. A questo clade fa parte anche la specie Senecio thapsoides che quindi dovrebbe essere esclusa da Senecio.
Il cladogramma seguente (semplificato) mostra l'attuale conoscenza filogenetica di questo gruppo.
|  | Erechtites     |
|  |                |
|  | Crassocephalum |
|  |                |

|  | Arrhenechthites    |
|  |                    |
|  | Senecio thapsoides |
|  |                    |
|  | Dendrocacalia      |
|  |                    |

|  | Erechtites     |
|  |                |
|  | Crassocephalum |
|  |                |

|  | Arrhenechthites    |
|  |                    |
|  | Senecio thapsoides |
|  |                    |
|  | Dendrocacalia      |
|  |                    |

I caratteri distintivi per le specie del genere  Senecio sono:
- le foglie cauline superiori sono sessili;
- le sinflorescenze sono composte da molti capolini raccolti in formazioni corimbose;
- i capolini sono del tipo radiato (talvolta discoide o disciforme);
- le brattee dell'involucro sono più o meno uniseriate;
- le pareti dell'ovario sono dei cristalli prismatici o piatti o aghiformi;
- gli acheni sono omomorfici (tutti uguali) e con forme affusolate.

Il numero cromosomico delle specie è: 2n = principalmente da 20 a 40, ma anche valori fino a 182.
La circoscrizione di Senecio deriva dalle concezioni floristiche tradizionali che vedevano il genere come un insieme eterogeneo tenuto insieme da una morfologie simile dei capolini e dei fiori. Studi recenti hanno dimostrato che Senecio in senso lato è una raccolta di lignaggi separati; si può ottenere una tassonomia migliore trattando i lignaggi come generi indipendenti. In effetti alcuni dei lignaggi sono stati riconosciuti in passato come concatenamenti infragenerici. Altri gruppi rappresentano alleanze evolutive naturali, che restano da chiarire. Trattamenti migliori si stanno ottenendo con le analisi filogenetiche del DNA.

### Sinonimi
Sono elencati alcuni sinonimi per questa entità:
- Acleia DC., 1838
- Adenotrichia Lindl., 1828
- Anecio  Neck., 1790
- Aspelina Cass., 1826
- Brachypappus Sch.Bip., 1855
- Brachyrhynchos  Less., 1832
- Carderina  Cass., 1825
- Cladopogon  Sch.Bip., 1852
- Crociseris (Rchb.) Fourr., 1868
- Cryptochaete Raimondi, 1857
- Erechthites Less., 1832
- Eudorus Cass., 1818
- Farobaea Schrank ex Colla, 1828
- Haplosticha Phil., 1859
- Iocenes  B.Nord., 1978
- Jacobanthus Fourr., 1868
- Madacarpus  Wight, 1846
- Madaractis  DC., 1838
- Melalema  Hook.f., 1846
- Metazanthus  Meyen, 1834
- Moerkensteinia Opiz, 1852
- Obaejaca Cass., 1825
- Pseudojacobaea  (Hook.f.) R.Mathur, 1988
- Pterosenecio Sch.Bip. ex Baker, 1884
- Sclerobasis Cass., 1818
- Seneciunculus Opiz, 1852
- Synarthrum  Cass., 1827

## Proprietà
Tutte le specie del genere contengono degli alcaloidi pirrolizidinici che possono risultare cancerogeni e epatotossici.
Il bestiame evita le piante di Senecio se incontrate sul pascolo, ma non se contenute nel fieno. Grandi quantità contenute nel fieno possono provocare danni gravi agli animali e l'esito può essere anche letale, soprattutto nei piccoli lattanti.
Gli alcaloidi possono contaminare anche il miele e il latte.
Nella medicina tradizionale il senecio viene usato in forma molto diluita contro disturbi mestruali e sanguinamenti dal naso. Ma si sconsiglia vivamente l'automedicazione; i sintomi possono comparire anche dopo settimane, mesi e perfino anni.